# Baselios Marthoma Paulose II
Baselios Marthoma Paulose II  (en malayalam ബസേലിയോസ് മാർത്തോമ്മാ പൗലോസ്‌ ദ്വിതിയൻ; Mangad, 30 de agosto de 1946-Kerala, 12 de julio de 2021) fue un obispo cristiano de la India oriental, catolicós de Oriente, y primado de la Iglesia Ortodoxa Siria de Malankara (1 de noviembre de 2010-12 de julio de 2021).

## Biografía
Descendiente por parte materna de la noble familia Christian Pulikkottil de Kunnamkulam, Paulose fue bautizado en la Iglesia Ortodoxa de Santa María, en Pazhani, asistió a escuelas en Mangala, cerca de Thrissur. Tras mudarse a la ciudad para cursar estudios superiores, se graduó con la máxima puntuación en el St. Thomas College local, y continuó con un curso de posgrado en sociología en CMS College en Kottayam.
El 8 de abril de 1972 fue ordenado subdiácono en el seminario de Parumala por el metropolitano de la diócesis de Kochi, Yuhanon Mar Severios, diácono en el seminario de Sion (Koratty, el 31 de mayo de 1973), y finalmente sacerdote de Mar Severios. de Sion el 2 de junio de 1973 Su vocación sacerdotal fue influenciada por la educación familiar y por el encuentro con el metropolitano Paulose Mar Severios a los trece años, durante el lavatorio de los pies de Pascua.
Después de haber sido pastor en varias iglesias ortodoxas (Santa María de Ernakulam, de Moolepat Pazhanji, del convento de Santa María Magdalena Adappotty, del Kummanmkulam y de la capilla del Colegio Médico de Kottayam), el 29 de mayo de 1982 fue elegido metropolitano por la asamblea cristiana de la Iglesia siríaca de Malankara, el 14 de mayo de 1983 pasó a ser Ramban en el Seminario de Parumala a través de Baselios Mar Thoma Mathews II. El 15 de mayo de 1985 fue consagrado obispo por Baselius Marthoma Mathews I, tomando el nombre de Paulose Mar Milithios, para convertirse en el mismo año en la primera autoridad de la recién establecida diócesis de Madras-Kunnamkulam.
Director de la Asociación Siria de Escuelas Dominicales del Este (OSSAE), una organización religiosa que se ocupa de la formación espiritual de la infancia en las iglesias ortodoxas de todo el mundo. Más tarde se convirtió en vicepresidente del Movimiento Cristiano Ortodoxo Estudiantil de la India, cuyo patrón es San Gregorio de Parumala y presidente del Movimiento Juvenil Ortodoxo.
El 27 de septiembre de 2006, el Sínodo de los Obispos lo nombró Metropolitano de Malankara y Catholikòs de Oriente, cargo que asumió el 1 de noviembre de 2010.

### Entronización como Catholicós de Malankara y Metropolitano de  Malankara
El Santo Sínodo Episcopal y el Comité de Dirección lo nominaron sucesor de los Católicos de Oriente el 27 de septiembre de 2006 [10]. Paulose Mar Milithios fue entronizado como el nuevo Católico de Oriente y Metropolitano de Malankara en una ceremonia en la iglesia de San Pablo y San Pedro en Parumala el 1 de noviembre de 2010, sucediendo a Baselius Marthoma Didymus I, quien abdicó a la edad de 90 años. Mar Athanasius fue el celebrante principal del Sagrado Qurbana de la ceremonia. Fue el 21º Metropolitano de Malankara y el 8º Católico de la Iglesia de Malankara. La entronización se produjo casi un año antes de que la Iglesia lanzara oficialmente las celebraciones del centenario del establecimiento de la Iglesia Católica en Malankara en 1912. Al comienzo de Catholicate, el primer Catholicos fue nombrado Paulose I. Años después, en el centenario del Catholicate, los Catholicos se vuelvieron a llamar Paulose, precisamente Paulose II. "Esto no es una coincidencia, sino un gran plan de Dios", dijo el director del Seminario Teológico Ortodoxo, K.M. George.

### Visitas y encuentros

#### Con la Iglesia Ortodoxa Británica
En 2013, durante su viaje inaugural apostólico europeo, los católicos celebraron históricamente la Santa Qurbana, 80 años desde la primera celebración de la Qurbana ortodoxa siria de Malankara en la Capilla del King's College, Londres; 75 años desde la visita de S.S. Mar Baselios Geeverghese II en 1937.

#### Con el papa Francisco
En 2013, el catolicós se reunió con el líder de la Iglesia católica, el Papa Francisco, para felicitarlo por su nuevo papado. El Papa Francisco agradeció a la Iglesia de Malankara y al catolicós diciendo:

El apóstol Tomás exclamó: "¡Señor mío y Dios mío!" (Jn 2, 28) con una de las más hermosas confesiones de fe en Cristo transmitidas por los Evangelios, una fe que proclama la divinidad de Cristo, su señorío en nuestra vida y su victoria sobre el pecado y la muerte por medio de su resurrección. Este acontecimiento es tan real que Santo Tomás está invitado a tocar por sí mismo las huellas reales de Jesús crucificado y resucitado (cf. Jn 20, 27). Precisamente en esta fe nos encontramos; es esta fe la que nos une, aunque todavía no podamos compartir la mesa eucarística; y es esta fe la que nos urge a continuar e intensificar el compromiso con el ecumenismo, el encuentro y el diálogo hacia la plena comunión. Con profundo afecto doy la bienvenida a Su Santidad y a los miembros de su delegación y les pido que transmitan mi cordial saludo a los obispos, el clero y los fieles de la Iglesia Ortodoxa Siria de Malankara.
- Papa Francisco, Discurso de Su Santidad el Papa Francisco a Su Santidad Baselios Marthoma Paulose II, Catholicos de la Iglesia Ortodoxa Siria de Malankara.

#### Con Tikhon, Metropolitano de OCA
En 2015, la Iglesia Ortodoxa de Malanakara invitó al Arzobispo de Washington, Metropolitano de Toda América y Canadá, Tikhon Mollard a hablar en las celebraciones de despedida del bicentenario del Seminario Teológico Ortodoxo en Kottayam, Kerala, India. Ese mismo año, Tikhon y Paulose II se reunieron en Armenia con motivo del centenario del genocidio armenio.

#### Con el arzobispo Michael
En 2017, los católicos conocieron a Michael Dahulich, arzobispo de Nueva York y la diócesis de Nueva York y Nueva Jersey. Mientras estaba en Kerala, Michael visitó varias iglesias y seminarios. Uno de los aspectos más destacados de Michael de su visita a Kerala fue visitar y venerar las reliquias del Apóstol Tomás.

#### Con el Patriarca Kirill de Moscú
En 2019, los católicos se reunieron con el jefe de la Iglesia Ortodoxa Rusa, el Patriarca Kirill de Moscú para discutir la formación de un comité de trabajo.

Durante el encuentro entre los dos jefes de Iglesia, también se llegó a un acuerdo para promover el estudio de la iconografía y la música litúrgica. Se integrarán las actividades de las organizaciones juveniles y se promoverán las actividades sociales, dijo el vocero. "También se ha decidido mejorar la cooperación en el ámbito académico y mediático", dijo.
- Servicio Express de Noticias, P. Johns Abraham Konat, el nuevo expreso indio

### Visitas fraternales
2012
En 2012, Paulose II fue invitado al servicio de entronización del jefe supremo de la Iglesia Ortodoxa Copta, el Papa Tawadros II en la Catedral de San Marcos, El Cairo. Paulose II estuvo presente para la Sagrada Eucaristía y ofreció sus oraciones y mejores deseos al Papa.
2013
En 2013, Paulose II fue invitado al servicio de entronización del patriarca católico de Etiopía, Abune Mathais. Durante una reunión de apertura, Paulose II habló sobre la importancia de la cooperación entre las iglesias ortodoxas de Etiopía e India en la educación teológica y el trabajo pastoral.
2015
En 2015, Paulose II fue invitado por el catolicós Aram I de la Iglesia Ortodoxa Armenia para participar en el centenario del Genocidio Armenio. A principios de 2010, Aram I recibió el premio honorífico, Orden de Santo Tomás.
2017
En 2017, Paulose II fue invitado por el patriarca sirio Aphrem II, que estaba de visita en la India, a una charla de paz. La Iglesia de Malankara rechazó la oferta y solicitó que el Patriarca iniciara primero el proceso para la implementación de los veredictos de la Corte Suprema.

### Problemas de salud y fallecimiento
A principios de 2020, se anunció que Paulose II estaba sufriendo una enfermedad leve y estaba recibiendo tratamientos en el Hospital Saint Gregorios en Parumala, Kerala, India. El 23 de febrero de 2021, se confirmó que Paulose II había contraído COVID-19 y estaba en tratamiento en el Hospital Saint Gregorios de Parumala, Kerala. El 12 de julio de 2021, se anunció que Paulose II había muerto mientras se encontraba en el Centro Internacional de Atención Oncológica Saint Gregorios en Parumala, Kerala, India.

## Títulos oficiales
- K. I. Paul (1946–1972)
- Diácono K. I. Paul (1972–1973)
- Rev. P. K. I. Paul (1973–1983)
- Muy Rev. Paulose Ramban (1983–1985)
- Su Gracia Paulose Mor Milithios Metropolitan (1985–2006)
- Su Beatitud Paulose Milithios, asistente del metropolitano de Malankara y sucesor designado de los católicos de Oriente (2006–2010)
- Su Santidad Moran Mar Baselios Marthoma Paulose II, Católico de Oriente y Metropolitano de Malankara entronizado en el Trono Apostólico de Santo Tomás (2010–2021)[18]